# Pavlov Peak
Pavlov Peak är en bergstopp i Antarktis. Den ligger i Västantarktis. Argentina, Chile och Storbritannien gör anspråk på området. Toppen på Pavlov Peak är 333 meter över havet.
Terrängen runt Pavlov Peak är huvudsakligen kuperad, men österut är den platt. Havet är nära Pavlov Peak söderut. Trakten är obefolkad. Det finns inga samhällen i närheten. 